# 船木和喜
船木 和喜（ふなき かずよし、1975年4月27日 - ）は、F.I.T所属のスキージャンプ選手。北海道余市郡余市町生まれ。北照高等学校（小樽市）卒業。
日本代表として冬季オリンピック2大会（1998年長野、2002年ソルトレイクシティ）、世界選手権5大会に出場。長野オリンピックで団体ラージヒルおよび個人ラージヒルの2種目で金メダル、個人ノーマルヒルで銀メダルを獲得している。この他、世界選手権で金メダル1個、銀メダル3個を獲得、1997-98シーズンにスキージャンプ週間で日本人初の総合優勝、スキージャンプ・ワールドカップの総合成績で2位などの成績を残している。1999年にスキー界で権威のあるホルメンコーレン・メダルを受章。

## 経歴
10歳の時にスキージャンプ競技を始める。余市町立旭中学校在籍時の1991年2月に第28回全国中学校スキー大会ノルディックスキー・スペシャルジャンプで優勝。小樽北照高等学校進学後、1992年12月20日にスキージャンプ・ワールドカップ（W杯）札幌大会ラージヒルに開催国枠で初出場し、27位となる。
高校卒業後はデサントに所属。1994-95シーズンの12月10日、前述の開催国枠での出場を除いて初めて出場したW杯プラニツァ大会ノーマルヒルで、バッケンレコードを記録しての初出場初優勝を達成した。年末年始のスキージャンプ週間ではインスブルックでのW杯2勝目をはじめ、全4戦でトップ10入りして総合2位に入った。その後もほとんどの試合でトップ10入りし、シーズン個人総合でも4位入賞。サンダーベイでの世界選手権にも初出場し、ラージヒルで5位入賞。
1995-96シーズンは12月17日シャモニーでの7位が最高で総合でも33位だったが、翌1996-97シーズンは復調し、12月7日のW杯クーサモで2位に入りシーズン初表彰台を獲得すると、12月14日のハラホフでシーズン初優勝。シーズン総合では4勝をあげて3位入賞を果たした。トロンハイムでの世界選手権では団体で銀メダルを獲得。ノーマルヒルでも4位入賞の好成績。
長野オリンピックシーズンの1997-98シーズンはW杯第2戦、4戦で5位に入った後、年末年始のスキージャンプ週間では第1戦から3連勝して日本人初の総合優勝を達成。長野オリンピック直前の1月25日にオーベルストドルフ開催されたスキーフライング世界選手権（兼W杯）では4本のジャンプ全てで飛形点満点を獲得し、金メダルを獲得（日本人選手の金メダル獲得は1992年の葛西紀明以来2人目）。
2月の長野オリンピックでは金メダル2つ（個人ラージヒル、団体ラージヒル）、銀メダル1つ(個人ノーマルヒル)を獲得する活躍を見せた。個人ラージヒルの2本目では、オリンピック史上初めて審判全員が飛形点20点をつけるなど、「世界一美しい」と称されるジャンプフォームを誇った（国際大会で5人の審判全員が20点をつけたのは船木の他には1976年のジャンプ週間でのアントン・インナウアー、2009年のジャンプ週間でのウォルフガング・ロイツルのみ。）。オリンピック後のW杯順位はやや伸び悩み、プリモジュ・ペテルカに総合得点で逆転を許したが、3月21日のプラニツァ大会を含むシーズン5勝をあげて、個人総合成績で当時の日本人選手で歴代最高の2位に入った。総合ポイントはペテルカの1253点に対し船木は1234点だった。総合優勝と19点差は、世界歴代でも現スコア方式の1993-94シーズン以降では2014-15シーズンのペテル・プレヴツ(同点)、2003-04シーズンのロアル・ヨケルソイ(10点差)に次ぐ三番目の僅差である。
翌1998-99シーズンは第1戦リレハンメルで4位、翌日の2戦目で3位に入りシーズン初表彰台を獲得したのを皮切りに4戦連続で表彰台を獲得。1月10日のエンゲルベルクでシーズン初勝利。1月24日の札幌大会、3月6日のラハティと併せてシーズン3勝をあげ、2位と3位も共に6回ずつで、シーズン15度の表彰台も記録し、個人総合では4位入賞。1試合平均の獲得ポイントは54.79(合計1589点/29試合)で自己最高である。ラムソウで開催された世界選手権の個人ノーマルヒルでも金メダルを獲得、団体でも銀メダルとこのシーズンも世界トップクラスの実力をキープした。同シーズン終了後の1999年6月、それまで所属していたデサントから独立して有限会社フィットを設立した（後に2006年6月には会社所在地をこれまでの東京から札幌に移すとともに社名を「株式会社F.I.T」に変更）。
しかしその後は、身長によってスキー板の長さの制限がかけられる等の競技ルール変更の影響を受け、ジャンプ技術の変革に乗り遅れた日本ジャンプ陣を象徴するかのように不振に陥った。1999-2000シーズンはザコパネ、インスブルックでの4位が最高で、トップ10入りは何度もあったものの表彰台獲得はならず総合14位。2000-01はさらに落ち込み、トップ10入りがパークシティの1度だけで総合30位となった。
2002年ソルトレークシティオリンピックシーズンの2001-02シーズンは、成績は幾分持ち直すことに成功し、W杯クオピオ大会とフィラッハ大会で3シーズンぶりの表彰台獲得となる3位入賞。W杯シーズン個人総合では11位。2月のオリンピック開会式でオリンピック旗を掲揚する際の旗手を務めた。競技では期待された2大会連続のメダル獲得はならなかったが、ラージヒルは7位入賞、ノーマルヒルは9位でいずれも日本人選手トップの成績。団体は5位。
翌2002-03シーズンからは再び不振により成績が落ち込んだ。2004-05シーズンのW杯札幌大会で6シーズンぶりの優勝を飾った（悪天候のため一本目の競技のみで順位を決定）が、2005/06シーズン以降はW杯転戦組から外され、2006年トリノオリンピック出場はならなかった。
しかし、ジャンプ競技への強い意欲を持ち続けて地道に努力した結果、2009年コンチネンタルカップで2位、4シーズンぶりに出場したW杯札幌大会で19位となった。同年7月12日に行われた、国内サマージャンプ開幕戦の第29回全日本サマージャンプ朝日大会で優勝、続く7月18日に行われた札幌市長杯宮の森サマージャンプ大会でも優勝し、復活を遂げた。勢いに乗った8月29日の2009FISサマーグランプリ白馬大会では4位入賞を成し遂げた。2009-10シーズンのワールドカップ遠征メンバーからは外れたものの、自費により格下のコンチネンタルカップを転戦し、ポイントを獲得したうえでW杯に復帰、さらに2010年バンクーバーオリンピック出場を目指していたが果たせなかった。
2008年2月に食品卸売会社「えにし」を設立し、各地の物産展で餃子・コロッケ・ドーナツ・余市町産のりんごを使用したアップルパイなどを販売しその収益を少年少女ジャンパーの育成に充てている。
2010年10月に観光庁よりスポーツ観光マイスターに任命された。12月18日の名寄ピヤシリジャンプ大会で優勝、2005年2月ワールドカップ札幌大会以来6シーズンぶりに優勝した。2011年のアルマトイ冬季アジア大会では選手団主将を務め、2種目でメダルを獲得。
2013年、北海道ハイテクノロジー専門学校から独立した北海道メディカル・スポーツ専門学校の副校長に就任した。2015年に勢藤優花が同校に入学し、スキージャンプの指導も行っている。
2017年、大倉山ジャンプ競技場で開かれた「世界で最も過酷な400m走」とい言われる「レッドブル400」のMCを務める

## 人物
低く鋭い踏み切りの後、世界一と称される美しく、深い前傾姿勢から後半にぐんぐん飛距離を伸ばすスタイルで世界を席巻した。原田雅彦の高く強い踏み切りとは正反対のスタイルである。しかしジャンプスーツの規定変更などの影響もあり、現在のFISルールには必ずしも適合したものではない。このため、踏み切りの方向や強さ、空中姿勢の変更に取り組んでいる。
2008年に食品卸売事業を開始し、独自に後進の育成を始めたきっかけは、長野オリンピックで金メダルを獲得しながら、（後進の育成など）何もしていないという恥ずかしさだったと語っている。札幌オリンピックのジャンプメダリストのもとに、五輪後にどのような活動をしたかを一人で聞きに行くなどして事業を始め、ジャンパーの後輩への就職先の提供、青少年ジャンパーへの用具の贈呈なども行っている。催事場での出店では年十数回自ら店頭に立ち販売を行っている。2009年12月11日放送「どさんこワイド」の密着取材では、一人でフェリーなどの交通手段で移動し、スキージャンプ大会の規模問わず感覚を鈍らせないために参加していること、スキージャンプにおける後進の育成への意欲や2008年に友人とコロッケなどを販売する食品卸売事業を開業したこと、困難な状況であっても応援してくれている人々の期待に応えたいと語った。
同じくスキージャンプ選手の藤田慎之介は従甥。

## 主な競技成績

### オリンピック
- 1998年長野オリンピック（ 日本）
  - 個人ノーマルヒル 2位
  - 個人ラージヒル 優勝
  - 団体ラージヒル 優勝（岡部孝信、斉藤浩哉、原田雅彦、船木和喜）
- 2002年ソルトレイクシティオリンピック（ アメリカ合衆国）
  - 個人ノーマルヒル 9位
  - 個人ラージヒル 7位
  - 団体ラージヒル 5位（宮平秀治、山田大起、原田雅彦、船木和喜）

### 世界選手権
- 1995年サンダーベイ大会（ カナダ）
  - 個人ノーマルヒル 38位
  - 個人ラージヒル 5位
- 1997年トロンハイム大会（ ノルウェー）
  - 個人ノーマルヒル 4位
  - 個人ラージヒル 10位
  - 団体ラージヒル 2位（船木和喜、岡部孝信、原田雅彦、斉藤浩哉）
- 1999年ラムソー大会（ オーストリア）
  - 個人ノーマルヒル 優勝
  - 個人ラージヒル 5位
  - 団体ラージヒル 2位（葛西紀明、宮平秀治、原田雅彦、船木和喜）
- 2001年ラハティ大会（ フィンランド）
  - 個人ノーマルヒル 32位
- 2003年ヴァル・ディ・フィエンメ大会（ イタリア）
  - 個人ノーマルヒル 15位
  - 個人ラージヒル 16位
  - 団体ラージヒル 2位（船木和喜、東輝、宮平秀治、葛西紀明）

### フライング世界選手権
- 1996年バート・ミッテルンドルフ大会( オーストリア)
  - 個人 20位
- 1998年オーベルストドルフ大会( ドイツ)
  - 個人 優勝
- 2000年ヴィケルスン大会( ノルウェー)
  - 個人 7位
- 2002年ハラホフ大会( チェコ)
  - 個人 23位

### ワールドカップ
- 通算15勝（2位12回3位11回）
- 1997-98シーズンのスキージャンプ週間総合優勝は日本人初
- 団体戦通算2勝（2位2回、3位3回）

| 個人総合成績（総合:W杯シーズン個人総合、4H:スキージャンプ週間総合） | 個人総合成績（総合:W杯シーズン個人総合、4H:スキージャンプ週間総合） | 個人総合成績（総合:W杯シーズン個人総合、4H:スキージャンプ週間総合） | 個人総合成績（総合:W杯シーズン個人総合、4H:スキージャンプ週間総合） | 個人総合成績（総合:W杯シーズン個人総合、4H:スキージャンプ週間総合） | 個人総合成績（総合:W杯シーズン個人総合、4H:スキージャンプ週間総合） | 個人総合成績（総合:W杯シーズン個人総合、4H:スキージャンプ週間総合） |
| シーズン                                                            | 総合                                                                | 4H                                                                  | 優勝                                                                | 準優勝                                                              | 3位                                                                 | 備考                                                                |
| ------------------------------------------------------------------- | ------------------------------------------------------------------- | ------------------------------------------------------------------- | ------------------------------------------------------------------- | ------------------------------------------------------------------- | ------------------------------------------------------------------- | ------------------------------------------------------------------- |
| 1994/95                                                             | 4位                                                                 | 2位                                                                 | 2回                                                                 | 1回                                                                 | 2回                                                                 |                                                                     |
| 1995/96                                                             | 33位                                                                | ---                                                                 | 0回                                                                 | 0回                                                                 | 0回                                                                 | 最高順位7位                                                         |
| 1996/97                                                             | 3位                                                                 | 10位                                                                | 4回                                                                 | 2回                                                                 | 1回                                                                 |                                                                     |
| 1997/98                                                             | 2位                                                                 | 1位                                                                 | 5回                                                                 | 3回                                                                 | 0回                                                                 |                                                                     |
| 1998/99                                                             | 4位                                                                 | 5位                                                                 | 3回                                                                 | 6回                                                                 | 6回                                                                 |                                                                     |
| 1999/00                                                             | 14位                                                                | 13位                                                                | 0回                                                                 | 0回                                                                 | 0回                                                                 | 最高順位4位                                                         |
| 2000/01                                                             | 30位                                                                | 46位                                                                | 0回                                                                 | 0回                                                                 | 0回                                                                 | 最高順位4位                                                         |
| 2001/02                                                             | 11位                                                                | 25位                                                                | 0回                                                                 | 0回                                                                 | 2回                                                                 |                                                                     |
| 2002/03                                                             | 30位                                                                | 33位                                                                | 0回                                                                 | 0回                                                                 | 0回                                                                 | 最高順位5位                                                         |
| 2003/04                                                             | 40位                                                                | 44位                                                                | 0回                                                                 | 0回                                                                 | 0回                                                                 | 最高順位16位                                                        |
| 2004/05                                                             | 30位                                                                | 52位                                                                | 1回                                                                 | 0回                                                                 | 0回                                                                 |                                                                     |
| 2008/09                                                             | 63位                                                                | ---                                                                 | 0回                                                                 | 0回                                                                 | 0回                                                                 | 最高順位19位                                                        |
| 2009/10                                                             | ---                                                                 | ---                                                                 | 0回                                                                 | 0回                                                                 | 0回                                                                 | 最高順位34位                                                        |
| 2010/11                                                             | 58位                                                                | ---                                                                 | 0回                                                                 | 0回                                                                 | 0回                                                                 | 最高順位16位                                                        |
| 2011/12                                                             | ---                                                                 | ---                                                                 | 0回                                                                 | 0回                                                                 | 0回                                                                 | 最高順位44位                                                        |
| 合計                                                                | ---                                                                 | ---                                                                 | 15回                                                                | 12回                                                                | 11回                                                                |                                                                     |

#### 優勝大会
| 個人優勝大会（NH:ノーマルヒル、LH:ラージヒル、FH:フライングヒル） | 個人優勝大会（NH:ノーマルヒル、LH:ラージヒル、FH:フライングヒル） | 個人優勝大会（NH:ノーマルヒル、LH:ラージヒル、FH:フライングヒル） | 個人優勝大会（NH:ノーマルヒル、LH:ラージヒル、FH:フライングヒル） | 個人優勝大会（NH:ノーマルヒル、LH:ラージヒル、FH:フライングヒル） | 個人優勝大会（NH:ノーマルヒル、LH:ラージヒル、FH:フライングヒル） |
| 回数                                                              | シーズン                                                          | 月日                                                              | 開催地                                                            | 種目                                                              | 備考                                                              |
| ----------------------------------------------------------------- | ----------------------------------------------------------------- | ----------------------------------------------------------------- | ----------------------------------------------------------------- | ----------------------------------------------------------------- | ----------------------------------------------------------------- |
| 1                                                                 | 1994/95                                                           | 12月10日                                                          | プラニツァ                                                        | NH                                                                | W杯初出場初優勝(開催国枠出場除く)                                 |
| 2                                                                 | 1994/95                                                           | 1月4日                                                            | インスブルック                                                    | LH                                                                | 兼スキージャンプ週間                                              |
| 3                                                                 | 1996/97                                                           | 12月14日                                                          | ハラホフ                                                          | LH                                                                |                                                                   |
| 4                                                                 | 1996/97                                                           | 1月4日                                                            | インスブルック                                                    | LH                                                                | 兼スキージャンプ週間                                              |
| 5                                                                 | 1996/97                                                           | 3月12日                                                           | クオピオ                                                          | NH                                                                |                                                                   |
| 6                                                                 | 1996/97                                                           | 3月14日                                                           | オスロ                                                            | LH                                                                | 兼ホルメンコーレン大会                                            |
| 7                                                                 | 1997/98                                                           | 12月29日                                                          | オーベルストドルフ                                                | LH                                                                | 兼スキージャンプ週間                                              |
| 8                                                                 | 1997/98                                                           | 1月1日                                                            | ガルミッシュ＝パルテンキルヒェン                                  | LH                                                                | 兼スキージャンプ週間                                              |
| 9                                                                 | 1997/98                                                           | 1月4日                                                            | インスブルック                                                    | LH                                                                | ジャンプ週間4戦3勝でジャンプ週間総合優勝                          |
| 10                                                                | 1997/98                                                           | 1月25日                                                           | オーベルストドルフ                                                | FH                                                                |                                                                   |
| 11                                                                | 1997/98                                                           | 3月21日                                                           | プラニツァ                                                        | LH                                                                |                                                                   |
| 12                                                                | 1998/99                                                           | 1月10日                                                           | エンゲルベルク                                                    | LH                                                                |                                                                   |
| 13                                                                | 1998/99                                                           | 1月24日                                                           | 札幌                                                              | LH                                                                |                                                                   |
| 14                                                                | 1998/99                                                           | 3月6日                                                            | ラハティ                                                          | NH                                                                | 兼ラハティスキーゲームズ                                          |
| 15                                                                | 2004/05                                                           | 2月5日                                                            | 札幌                                                              | LH                                                                | 6シーズンぶりの優勝                                               |

| 団体優勝大会（NH:ノーマルヒル、LH:ラージヒル、FH:フライングヒル） | 団体優勝大会（NH:ノーマルヒル、LH:ラージヒル、FH:フライングヒル） | 団体優勝大会（NH:ノーマルヒル、LH:ラージヒル、FH:フライングヒル） | 団体優勝大会（NH:ノーマルヒル、LH:ラージヒル、FH:フライングヒル） | 団体優勝大会（NH:ノーマルヒル、LH:ラージヒル、FH:フライングヒル） | 団体優勝大会（NH:ノーマルヒル、LH:ラージヒル、FH:フライングヒル） |
| 回数                                                              | シーズン                                                          | 月日                                                              | 開催地                                                            | 種目                                                              | メンバー                                                          |
| ----------------------------------------------------------------- | ----------------------------------------------------------------- | ----------------------------------------------------------------- | ----------------------------------------------------------------- | ----------------------------------------------------------------- | ----------------------------------------------------------------- |
| 1                                                                 | 1998/99                                                           | 1月30日                                                           | ヴィリンゲン                                                      | LH                                                                | 船木和喜 葛西紀明 宮平秀治 吉岡和也                               |
| 2                                                                 | 2000/01                                                           | 1月19日                                                           | パークシティ                                                      | LH                                                                | 船木和喜 吉岡和也 原田雅彦 葛西紀明                               |

## アジア冬季競技大会
- 2003年青森大会 個人ラージヒル金メダル、団体ラージヒル銀メダル
- 2011年アスタナ・アルマトイ大会 個人ラージヒル銀メダル、団体ラージヒル金メダル

## 受賞
- 1997年度JOCスポーツ賞優秀賞、特別栄誉賞
- 1998年度JOCスポーツ賞最優秀賞
- 1999年ホルメンコーレン・メダル受章
- 2001年 IOCオーダー銀章